# Albert Säger

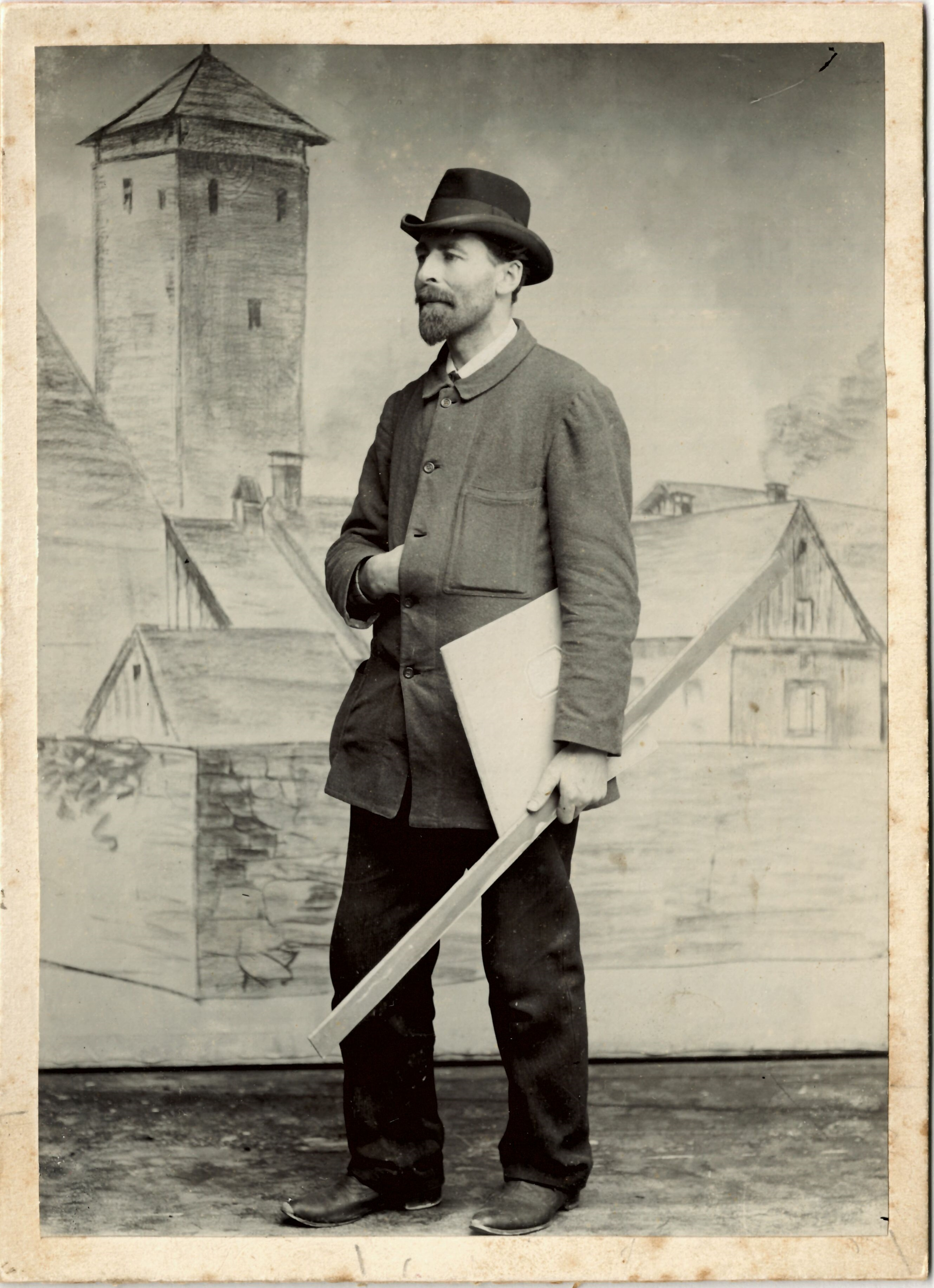
Albert Säger, Fotografie um 1905

Albert Säger (* 30. Januar 1866 in Villingen; † 28. November 1924 ebenda) war ein deutscher Kunst- und Dekorationsmaler. Sein Vater Rudolf und sein Großvater Barnabas waren ebenfalls Maler und führten ein Geschäft in der Villinger Rietstraße. Säger besuchte zunächst die Volksschule und später die höhere Bürgerschule, wo er Zeichenunterricht bei Theodor Göth erhielt. Außerhalb der Schule wurde er von Anton Engler im Modellieren und Schnitzen ausgebildet. Von 1880 bis 1883 absolvierte er eine Lehre bei seinem Vater und besuchte parallel die Gewerbeschule in Villingen.
Nach seiner Lehre arbeitete Säger sowohl im elterlichen Betrieb als auch bei seinem Vetter in Radolfzell. Um seine künstlerischen Fähigkeiten weiterzuentwickeln, besuchte er die Kunstgewerbeschule Karlsruhe, wo er Kurse in Freihandzeichnen, Flächenmalerei, Farbstudien und Figurenzeichnen belegte. Möglicherweise studierte er später auch an der Akademie der Künste in München. Nach dem Tod seines Vaters im Jahr 1905 übernahm Albert Säger den Familienbetrieb. 1906 heiratete er Wilhelmine Flaig und wurde damit Stiefvater ihrer drei Kinder, darunter des späteren Künstlers Waldemar Flaig. Säger führte seinen Betrieb bis 1919, als er ihn an Fritz Armbruster übergab. In seinen späteren Jahren reiste er viel und fertigte zahlreiche Landschaftsskizzen von Schwarzwald, Baar und Bodensee sowie Ansichten seiner Heimatstadt. Albert Säger verstarb im Jahr 1924 in Folge eines Magenleidens.

## Werk
Säger ist in Villingen heute hauptsächlich als Fassadenmaler bekannt. Er war an mehreren bedeutenden Projekten beteiligt, darunter die Fassadengestaltung des Alten Rathauses sowie des Café Raben und seines eigenen Wohn- und Geschäftshauses. Für das Bürgerliche Brauhaus fertigte er eine Serie von großformatigen Gemälden mit Szenen der Villinger Stadtgeschichte. Er gehörte damit zu den prägenden Gestalten Villingens um die Jahrhundertwende.